# Suffolk Coastal
Pour la circonscription électorale, voir Suffolk Coastal (circonscription britannique).
Suffolk Coastal est un ancien district non métropolitain du Suffolk, en Angleterre. Comme son nom l'indique, il couvrait la majeure partie du littoral du comté. Son chef-lieu était Woodbridge, mais la ville la plus peuplée était Felixstowe.
Le district correspondait en partie à la circonscription électorale de Suffolk Coastal.
Le 1er avril 2019, le district est aboli et réuni avec Waveney pour créer le nouveau district d'East Suffolk.

## Composition
Le district était composé des 117 villes et paroisses civiles suivantes :
- Aldeburgh
- Alderton
- Aldringham cum Thorpe
- Badingham
- Bawdsey
- Benhall
- Blaxhall
- Blythburgh
- Boulge
- Boyton
- Bramfield
- Brandeston
- Bredfield
- Brightwell
- Bromeswell
- Bruisyard
- Bucklesham
- Burgh
- Butley
- Campsea Ashe
- Capel St Andrew
- Charsfield
- Chediston
- Chillesford
- Clopton
- Cookley
- Cransford
- Cratfield
- Cretingham
- Culpho
- Dallinghoo
- Darsham
- Debach
- Dennington
- Dunwich
- Earl Soham
- Easton
- Eyke
- Falkenham
- Farnham
- Felixstowe
- Foxhall
- Framlingham
- Friston
- Gedgrave
- Great Bealings
- Great Glemham
- Grundisburgh
- Hacheston
- Hasketon
- Hemley
- Heveningham
- Hollesley
- Hoo
- Huntingfield
- Iken
- Kelsale cum Carlton
- Kesgrave
- Kettleburgh
- Kirton
- Knodishall
- Leiston
- Letheringham
- Levington
- Linstead Magna
- Linstead Parva
- Little Bealings
- Little Glemham
- Marlesford
- Martlesham
- Melton
- Middleton
- Monewden
- Nacton
- Newbourne
- Orford
- Otley
- Parham
- Peasenhall
- Pettistree
- Playford
- Purdis Farm
- Ramsholt
- Rendham
- Rendlesham
- Rushmere St Andrew
- Saxmundham
- Saxtead
- Shottisham
- Sibton
- Snape
- Sternfield
- Stratford St Andrew
- Stratton Hall
- Sudbourne
- Sutton
- Swefling
- Swilland
- Theberton
- Thorington
- Trimley St Martin
- Trimley St Mary
- Tuddenham St Martin
- Tunstall
- Ubbeston
- Ufford
- Walberswick
- Waldringfield
- Walpole
- Wantisden
- Wenhaston with Mells Hamlet
- Westerfield
- Westleton
- Wickham Market
- Witnesham
- Woodbridge
- Yoxford